# Terry Gordy
Terry „Bam Bam“ Gordy (* 23. April 1961 in Chattanooga, Tennessee; † 16. Juli 2001) war ein US-amerikanischer Wrestler. Er wurde besonders als Teil der Fabulous Freebirds bekannt.

## Karriere

### 1977 bis 1986
Terry Gordy begann seine Karriere im Alter von 16 Jahren unter dem Namen Terry Mecca. Ab Anfang 1979 trat er unter seinem bürgerlichen Namen an und gründete zusammen mit Michael Hayes das Tag Team The Fabulous Freebirds, zu dem später auch Buddy Roberts stieß. Das Heel-Team wurde schnell erfolgreich und gewann Tag-Team-Titel in einigen Ligen. 1984 schlossen sie sich der WCCW an und begannen eine legendäre Fehde gegen die Von Erichs (David, Kevin, Kerry und Mike). In den Jim Crockett Promotions (dem Vorläufer der WCW) wurde die Gruppe kurzzeitig getrennt und fehdete untereinander, vereinigte sich jedoch schnell wieder. Für sehr kurze Zeit waren sie ein Teil der WWF, doch sie verließen die Liga, nachdem man sie dort erneut trennen wollte.

### 1986 bis 1996
1986 gewann Gordy die UWF Heavyweight Championship und hielt den Titel für ein halbes Jahr. Anfang der 90er Jahre wechselte Gordy zu All Japan Pro Wrestling und bildete dort erstmals mit „Dr. Death“ Steve Williams ein Tag Team. Zudem gewann er die AJPW Triple Crown Championship, den höchsten Titel der Liga, zwei Mal. Als Gordy und Williams 1992 in die WCW kamen, fehdeten sie gegen die Steiner Brothers und konnten dabei die Tag Team Championships der WCW und NWA vereinigen. In Japan wurde es als eine Fehde der beiden besten ausländischen Teams angesehen, die zudem aus den beiden dominanten, konkurrierenden Ligen stammten (die Steiners traten für New Japan Pro-Wrestling an). NJPW wollte Gordy und Williams verpflichten, um dieses prestigeträchtige Match auch in Japan ansetzen zu können, doch die beiden lehnten aus Loyalität zu Giant Baba, dem Besitzer von AJPW, das Angebot ab. Im Jahr 1995 nahm Terry Gordy am internationalen Death-Match-Turnier King of the Death Match teil, das von der I. W. A. Japan ausgerichtet wurde.

### 1996 bis zu seinem Tod
Gordy wurde 1996 von der ECW verpflichtet und forderte als „international anerkannter Herausforderer Nr. 1“ Raven um die ECW World Heavyweight Championship heraus. Er verlor das Match und teamte daraufhin mit Tommy Dreamer sowie erneut mit Steve Williams. Im selben Jahr kam er als maskierter Executioner in die WWF, um Mankind und Paul Bearer in ihrer Fehde gegen den Undertaker zu unterstützen. Bei In Your House: It’s Time trat er gegen den Undertaker an und unterlag ihm recht deutlich. Kurz darauf war seine Zeit in der WWF bereits beendet.
Gordy verstarb mit 40 Jahren am 16. Juli 2001 an einem Herzinfarkt. Eine entscheidende Rolle dürfte dabei sein Konsum an Schmerzmitteln gespielt haben; bereits 1993 hatte er während einer Tour mit AJPW nach einer Überdosis im Koma gelegen und dabei Hirnschäden erlitten.

## Erfolge
- All Pro Championship Wrestling

- 1× APCW Tag Team Champion (mit Jason Gibson)

- All Japan Pro Wrestling

- 2× AJPW Triple Crown Champion
- 7× AJPW Unified World Tag Team Champion (2× mit Stan Hansen, 5× mit Steve Williams)

- Global Wrestling Federation

- 1× GWF Tag Team Champion (mit Jimmy Garvin)

- National Wrestling Alliance

- 1× NWA World Tag Team Champion (mit Steve Williams)
- 4× NWA National Tag Team Champion (3× mit Michael Hayes, 1× mit Jimmy Snuka)
- 1× NWA Georgia Tag Team Champion (mit Michael Hayes)
- 2× NWA Mid-American Tag Team Champion (mit Michael Hayes)
- 1× NWA Southeast Heavyweight Champion
- 1× NWA Southeast Alabama Heavyweight Champion

- Smoky Mountain Wrestling

- 1× SMW Heavyweight Champion

- Universal Wrestling Federation und Mid-South Wrestling

- 1× UWF Heavyweight Champion
- 1× Mid-South Mississippi Heavyweight Champion
- 1× Mid-South Louisiana Heavyweight Champion
- 2× Mid-South Tag Team Champion (je 1× mit Michael Hayes und Buddy Roberts)

- World Championship Wrestling

- 1× WCW World Tag Team Champion (mit Steve Williams)

- World Class Championship Wrestling

- 1× WCCW American Heavyweight Champion
- 1× WCCW Texas Brass Knuckles Champion
- 6× WCCW Six-Man Tag Team Champion (5× mit Michael Hayes und Buddy Roberts, 1× mit Iceman Parsons und Buddy Roberts)
- 1× WCCW American Tag Team Champion (mit Michael Hayes)